# Oroszlán (film)
Az Oroszlán (eredeti cím: Lion) 2016-os életrajzi-dráma, melyet Garth Davis rendezett (debütálás) és Luke Davies írt, Saroo Brierley: A Long Way Home című könyve alapján. A főszereplők Dev Patel, Rooney Mara, David Wenham, Nicole Kidman, Abhishek Bharate, Divian Ladwa, Priyanka Bose, Deepti Naval, Tannishtha Chatterjee, Nawazuddin Siddiqui és Sunny Pawar. 
Az Amerikai Egyesült Államokban 2016. november 25-én mutatták be, Magyarországon 2017. február 16-án mutatták be szinkronizálva a Fórum Hungary forgalmazásában.
Az Oroszlán hat Oscar-jelölést kapott a 89. Oscar-gálán, beleértve a legjobb képet, a legjobb színészt (Patel), a legjobb színésznőt (Kidman) és a legjobb adaptált forgatókönyvet. Két BAFTA-díjat is nyert, a legjobb színész (Patel) és a legjobb adaptált forgatókönyvért. A film kereskedelmi forgalomban is sikeresen teljesített; világszerte 140 millió dolláros bevételt tudott elérni, ami az egyik legmagasabb bruttó bevételt hozó film lett Ausztráliában.

## Szereplők
(Zárójelben a magyar hangok feltüntetve)
- Dev Patel, mint Saroo Brierley felnőtten (Czető Roland)
- Sunny Pawar, mint Saroo Brierley fiatalon (eredeti nyelven)
- Rooney Mara, mint Lucy, Saroo barátnője (Bánfalvi Eszter)
- David Wenham, mint John Brierley, Saroo örökbefogadó apja (Németh Gábor)
- Nicole Kidman, mint Sue Brierley, Saroo örökbefogadó anyja (Kisfalvi Krisztina)
- Abhishek Bharate, mint Guddu Khan, Saroo biológiai testvére (eredeti nyelven)
- Divian Ladwa, mint Mantosh Brierley, Saroo örökbefogadó testvére
- Keshav Jadhav, mint Mantosh fiatalon
- Priyanka Bose, mint Kamla Munshi, Saroo biológiai anyja
- Deepti Naval, mint Saroj Sood, az Indiai Támogatás és Elfogadó Társaság alapítója (ISSA)
- Tannishtha Chatterjee, mint Noor
- Nawazuddin Siddiqui, mint Rama
- Benjamin Rigby, mint pincér
- Menik Gooneratne, mint Swarmina
- Riddhi Sen, mint kávés férfi, aki miatt Saroo-t elviszik a hatóságok
- Kaushik Sen, mint rendőrtiszt
- Rita Boy, mint Amita, Saroo barátja az árvaházban
- Pallavi Sharda, mint Prama, Saroo főiskolai barátja
- Sachin Joab, mint Bharat, Saroo főiskolai barátja
- Arka Das, mint Sami, Saroo főiskolai barátja
- Emilie Cocquerel, mint Annika, Saroo főiskolai barátja
- Todd Sampson, mint professzor